# Antu, Indien
Antu är en ort i Indien.   Den ligger i distriktet Pratāpgarh och delstaten Uttar Pradesh, i den centrala delen av landet, 500 km sydost om huvudstaden New Delhi. Antu ligger 100 meter över havet och antalet invånare är 8 316.
Terrängen runt Antu är mycket platt. Runt Antu är det tätbefolkat, med 709 invånare per kvadratkilometer. Närmaste större samhälle är Bela, 17,7 km sydost om Antu. Trakten runt Antu består till största delen av jordbruksmark.